# ایستگاه اصلی تایپه
ایستگاه اصلی تایپه (انگلیسی: Taipei Main Station) یک ایستگاه راه‌آهن و مترو در شهر تایپه، تایوان است. این ایستگاه که در سال ۱۸۹۱ تأسیس شده به قطار تندرو تایوان، راه‌آهن تایوان و متروی تایپه متصل است.

## نگارخانه

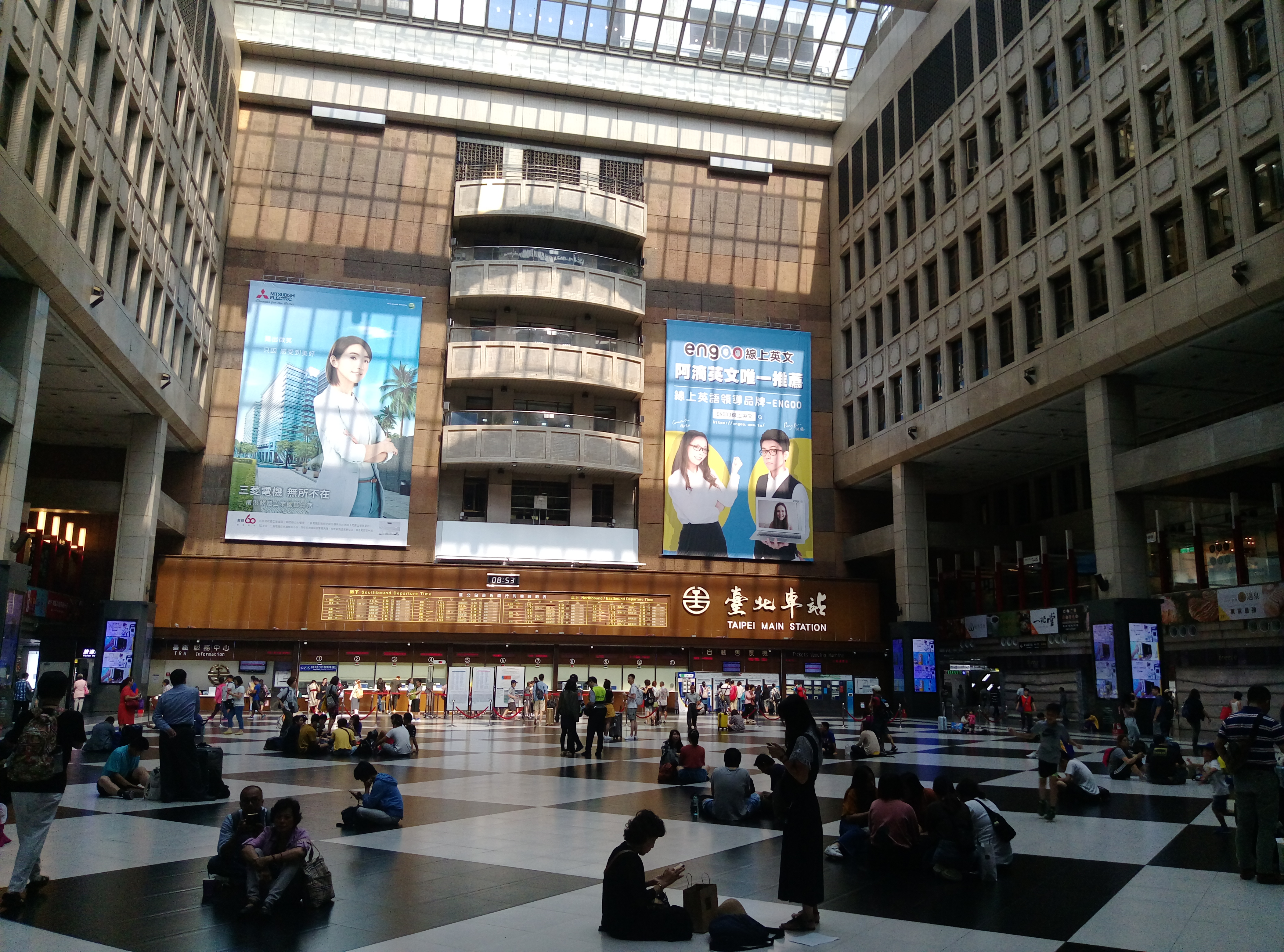
سالن انتظار ایستگاه تایپه، آگوست ۲۰۱۸
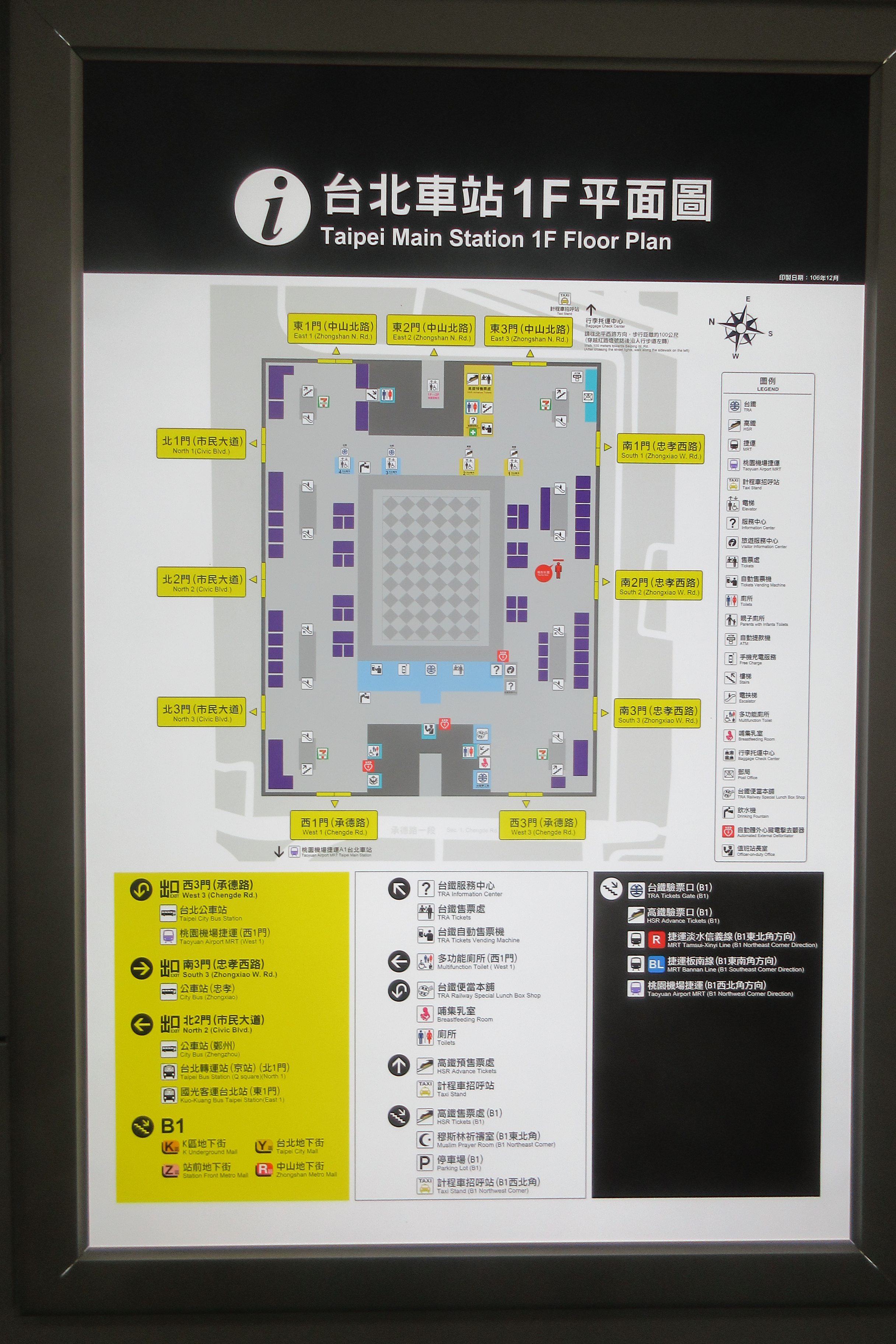
پلان طبقه اول ایستگاه تایپه، آگوست ۲۰۱۹
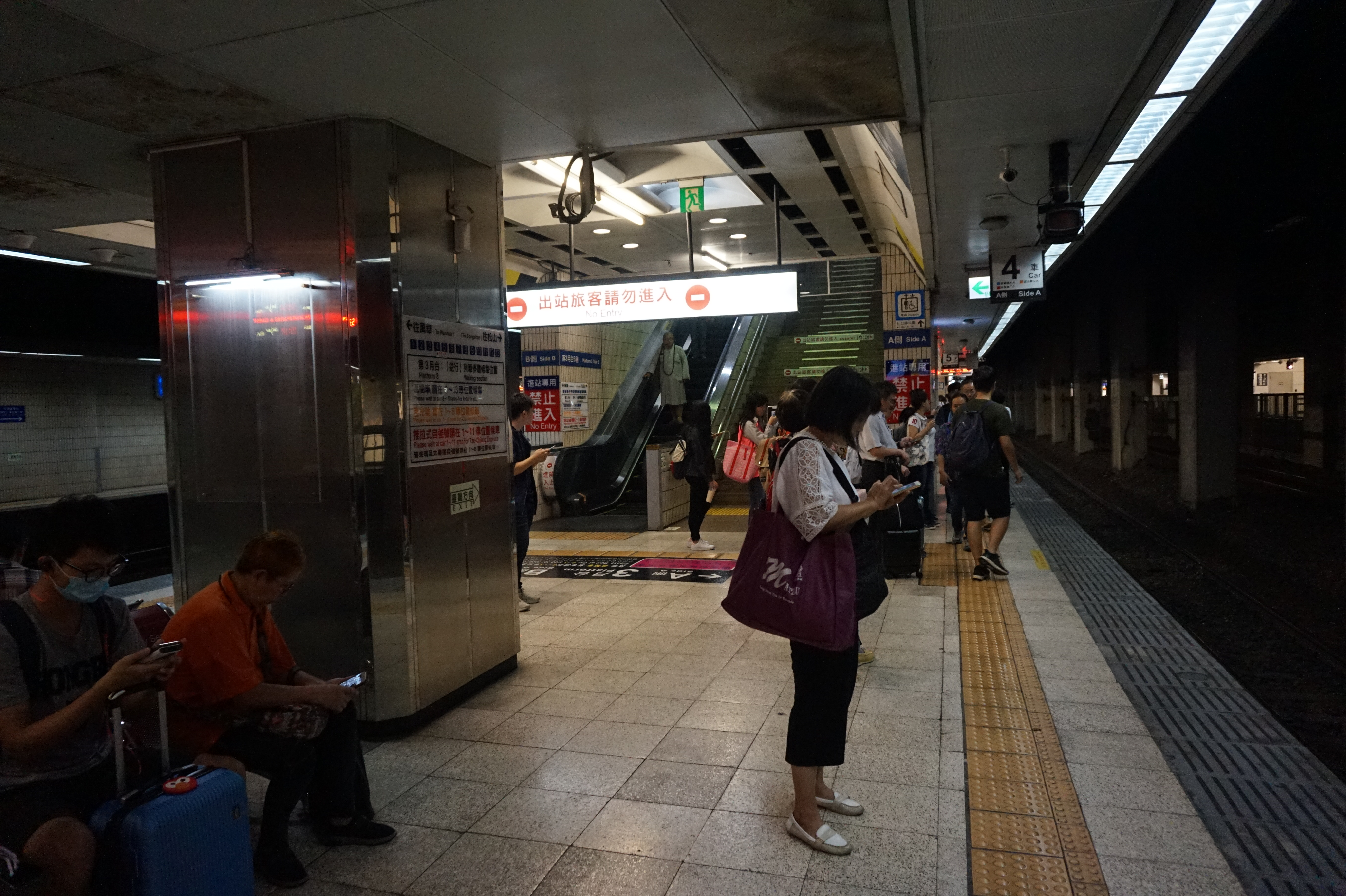
سکو 3A خط راه‌آهن تایوان
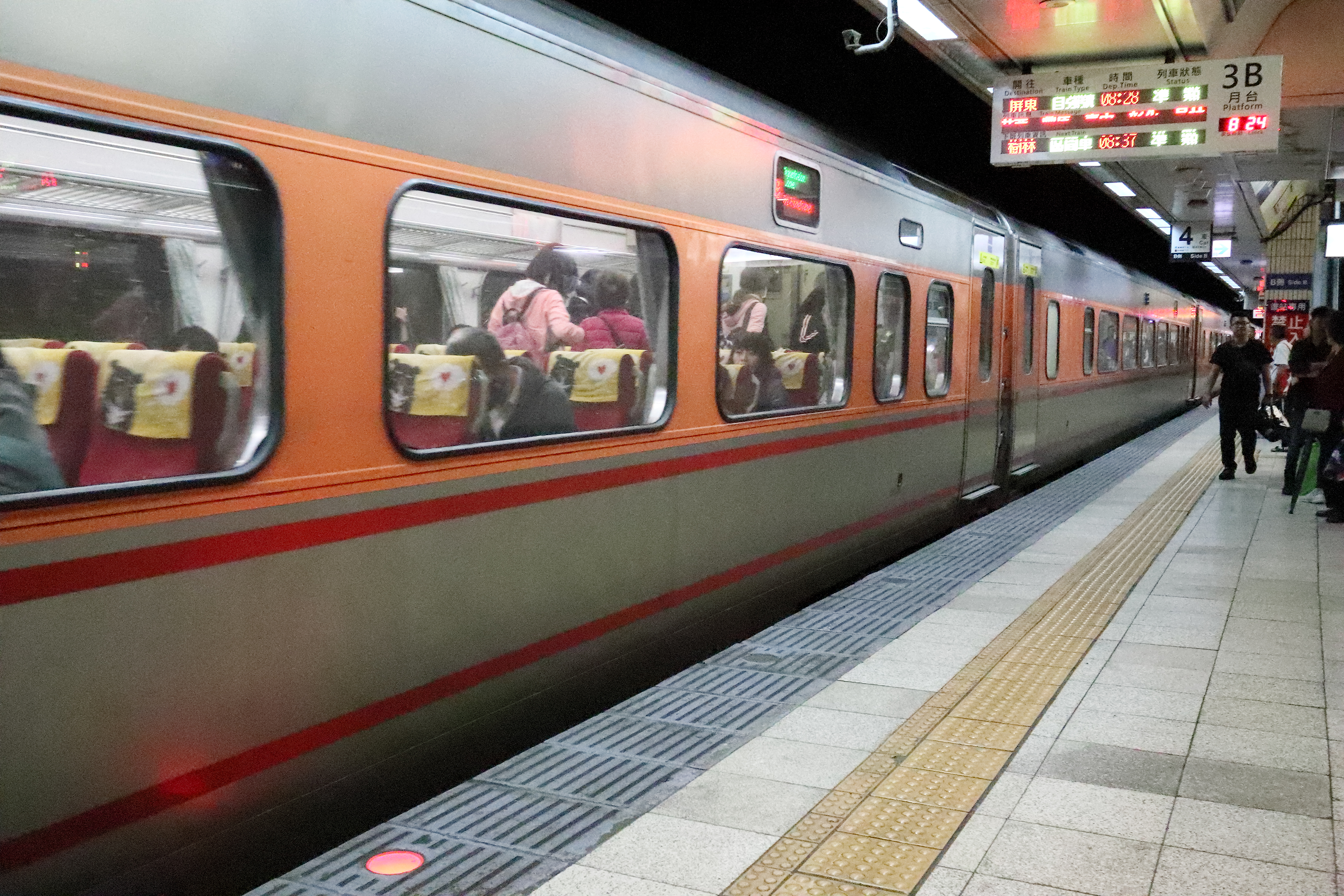
سکو 3B خط راه‌آهن تایوان
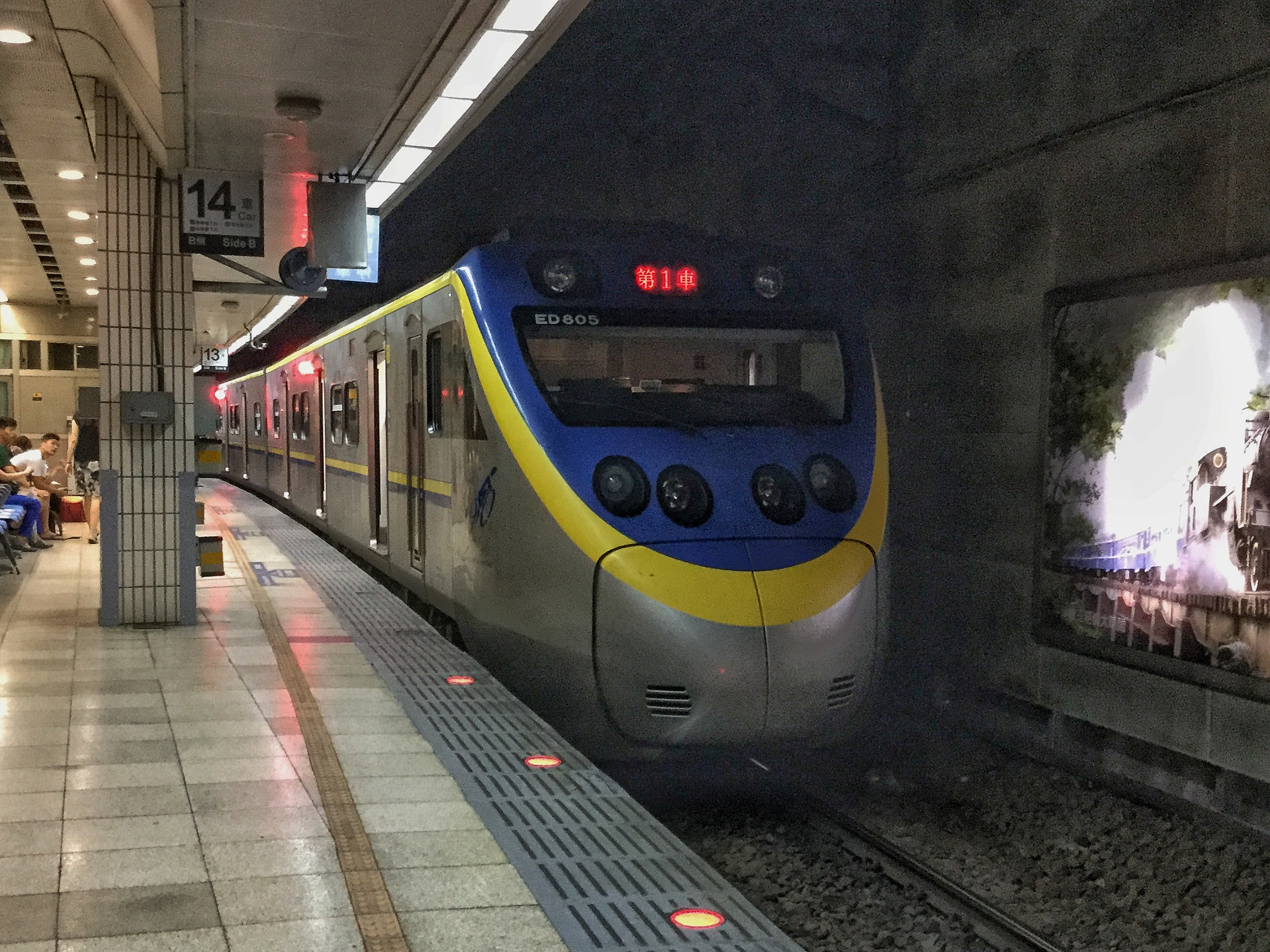
سکو 4B خط راه‌آهن تایوان
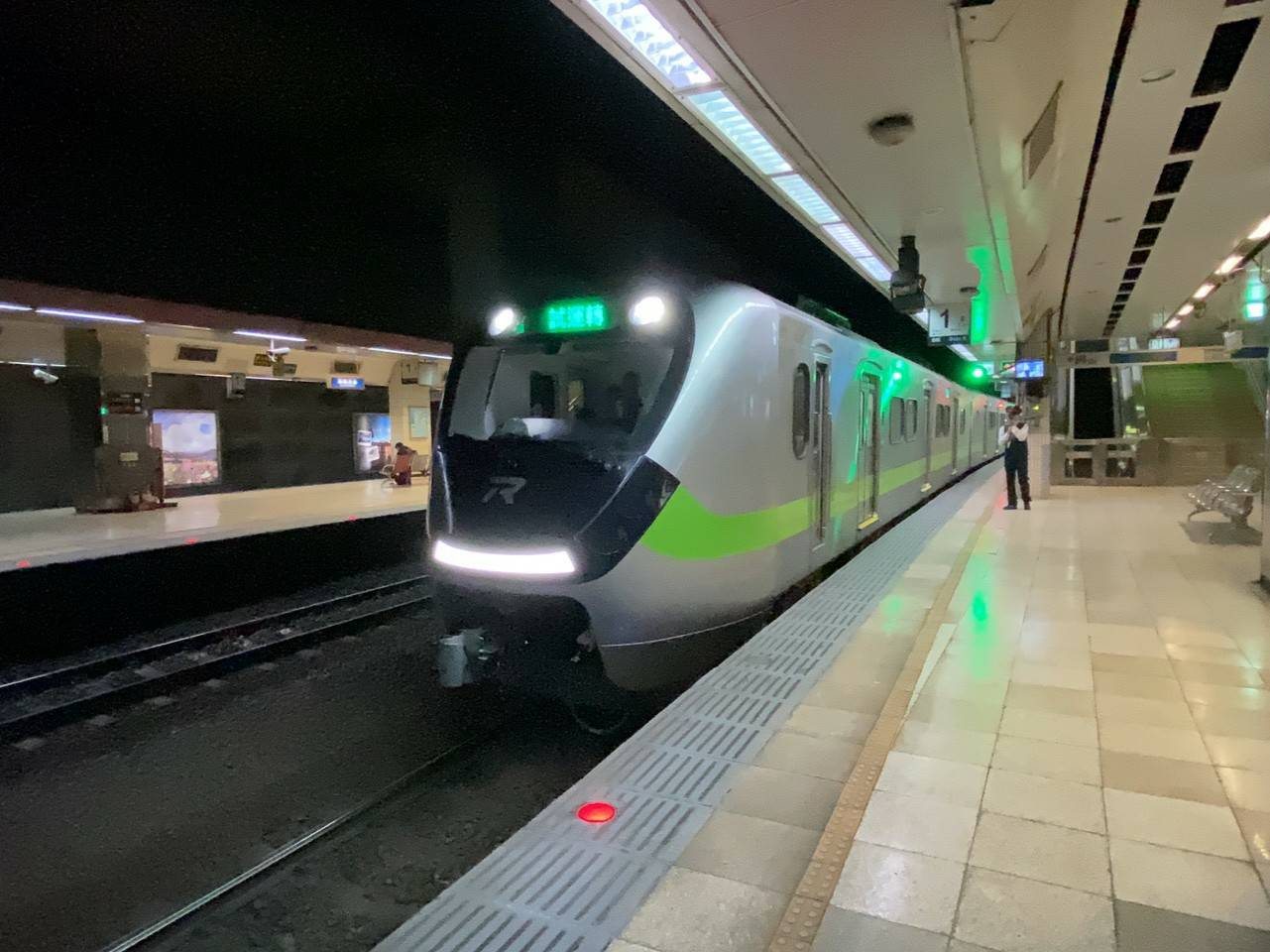
یک قطار EMU900 series خط راه‌آهن تایوان در حال اجرای آزمایشی در ایستگاه تایپه، نوامبر ۲۰۲۰
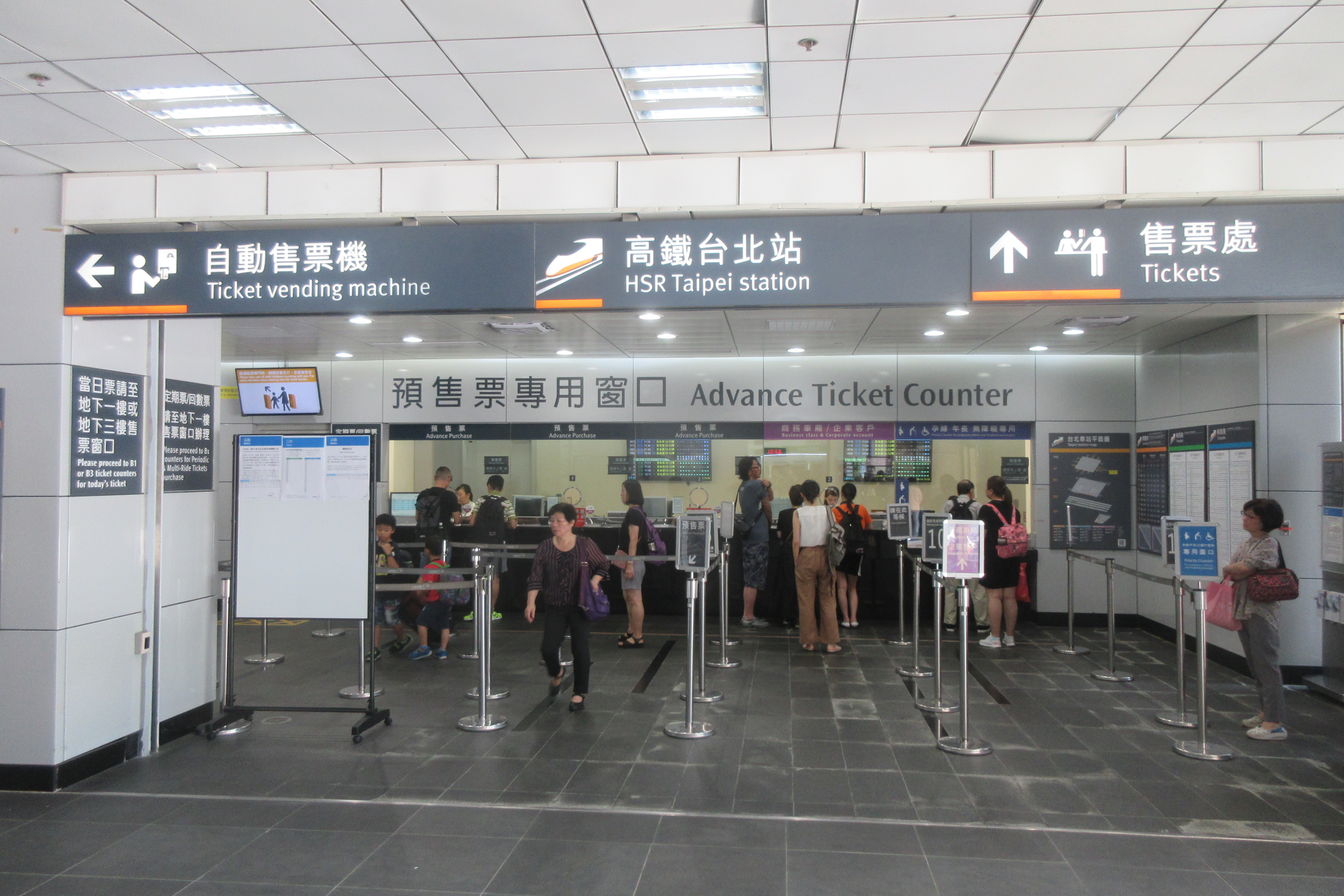
باجه‌های فروش بلیط قطار تندرو تایوان، آگوست ۲۰۱۹
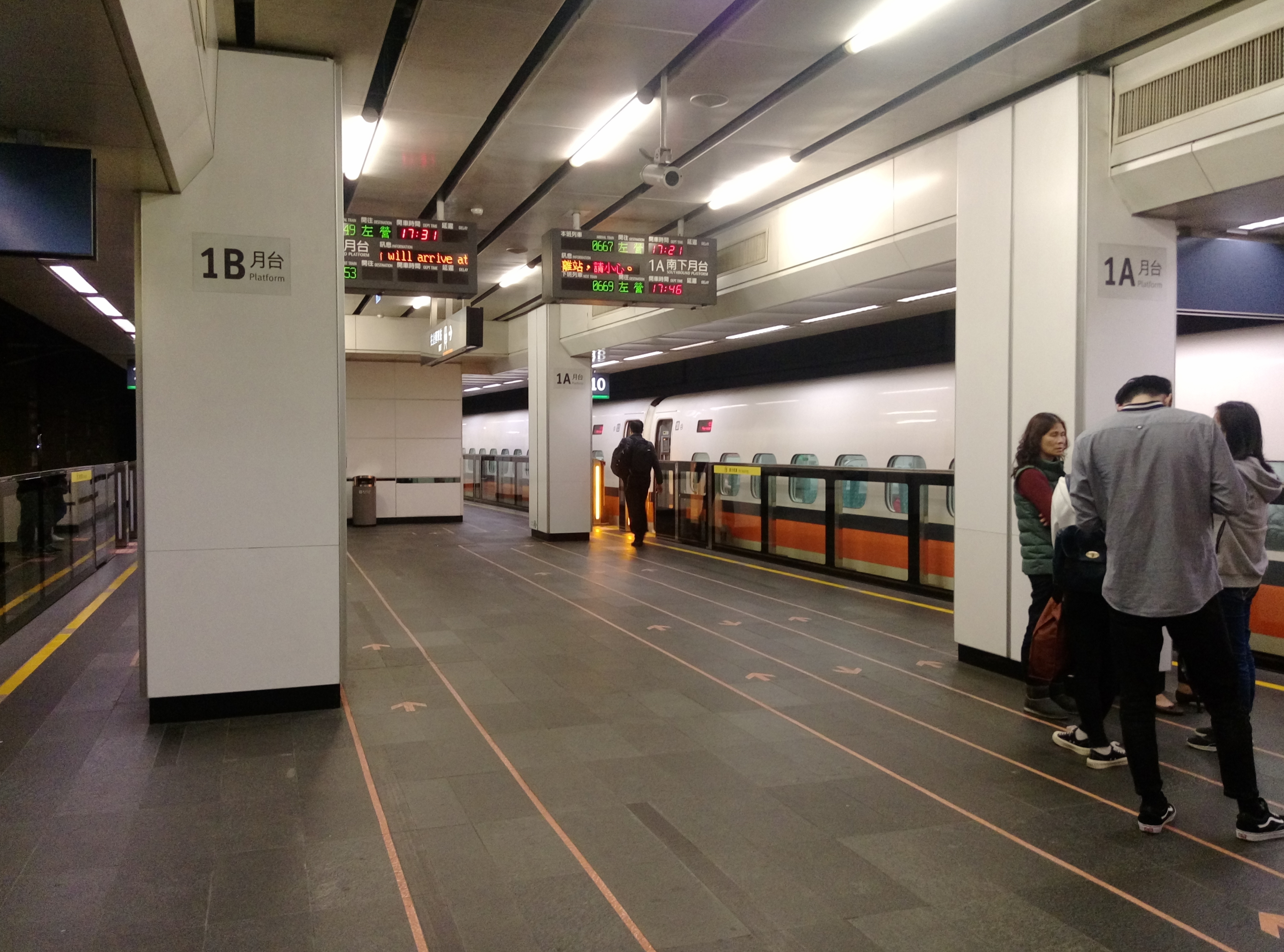
سکو قطار تندرو تایوان
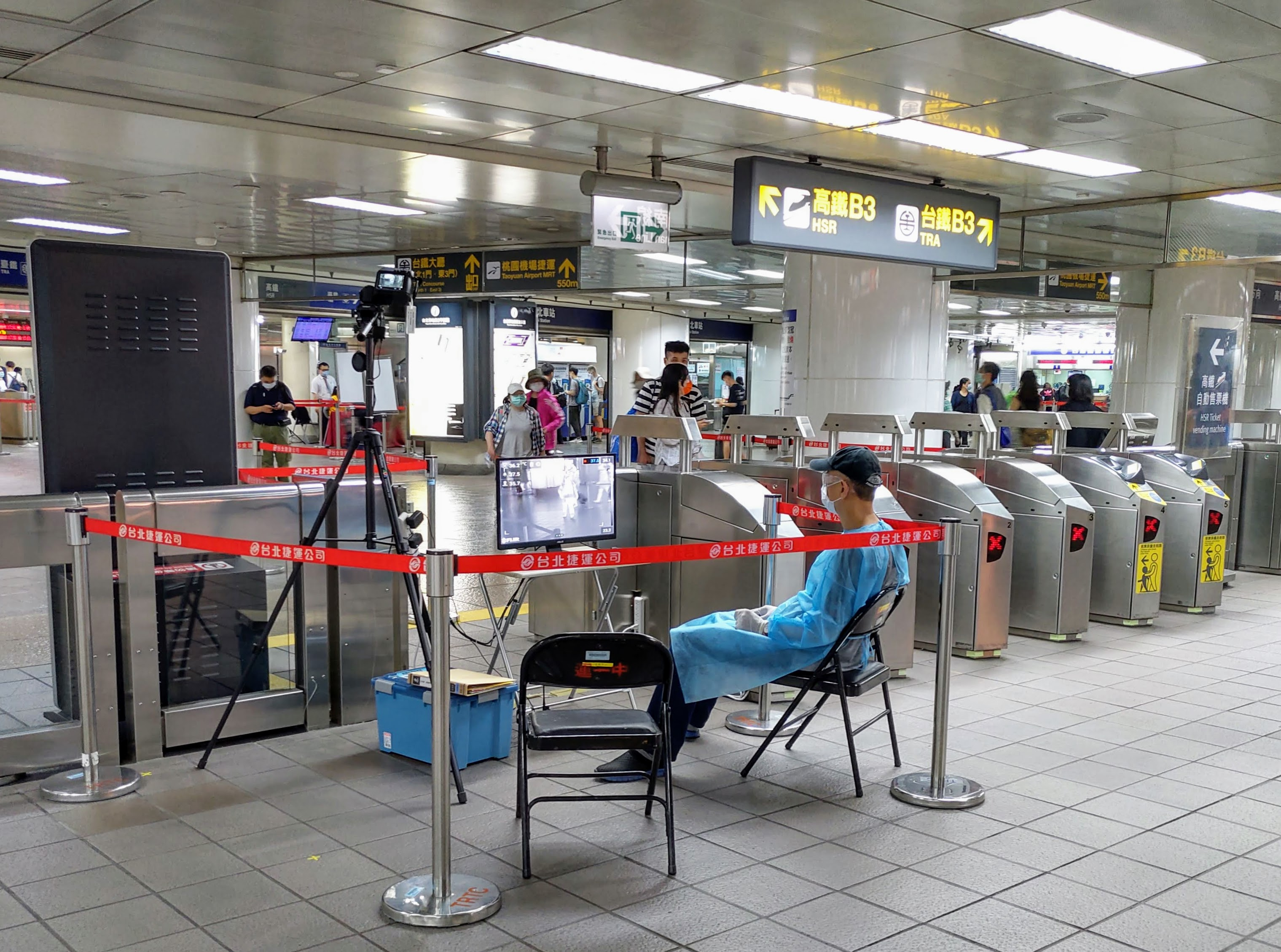
گیت بلیط متروی تایپه
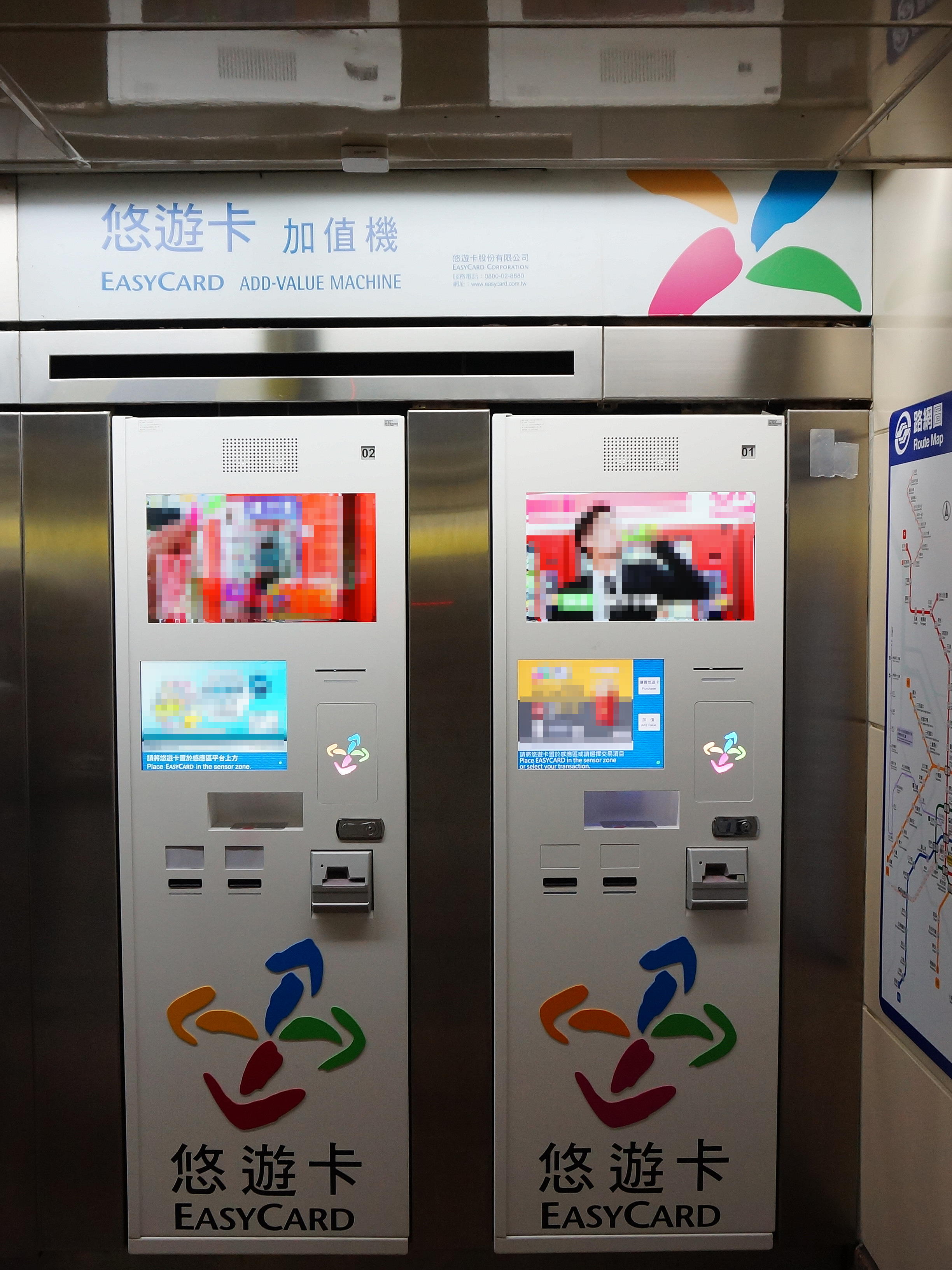
دستگاه ایزی‌کارت فروش بلیط متروی تایپه
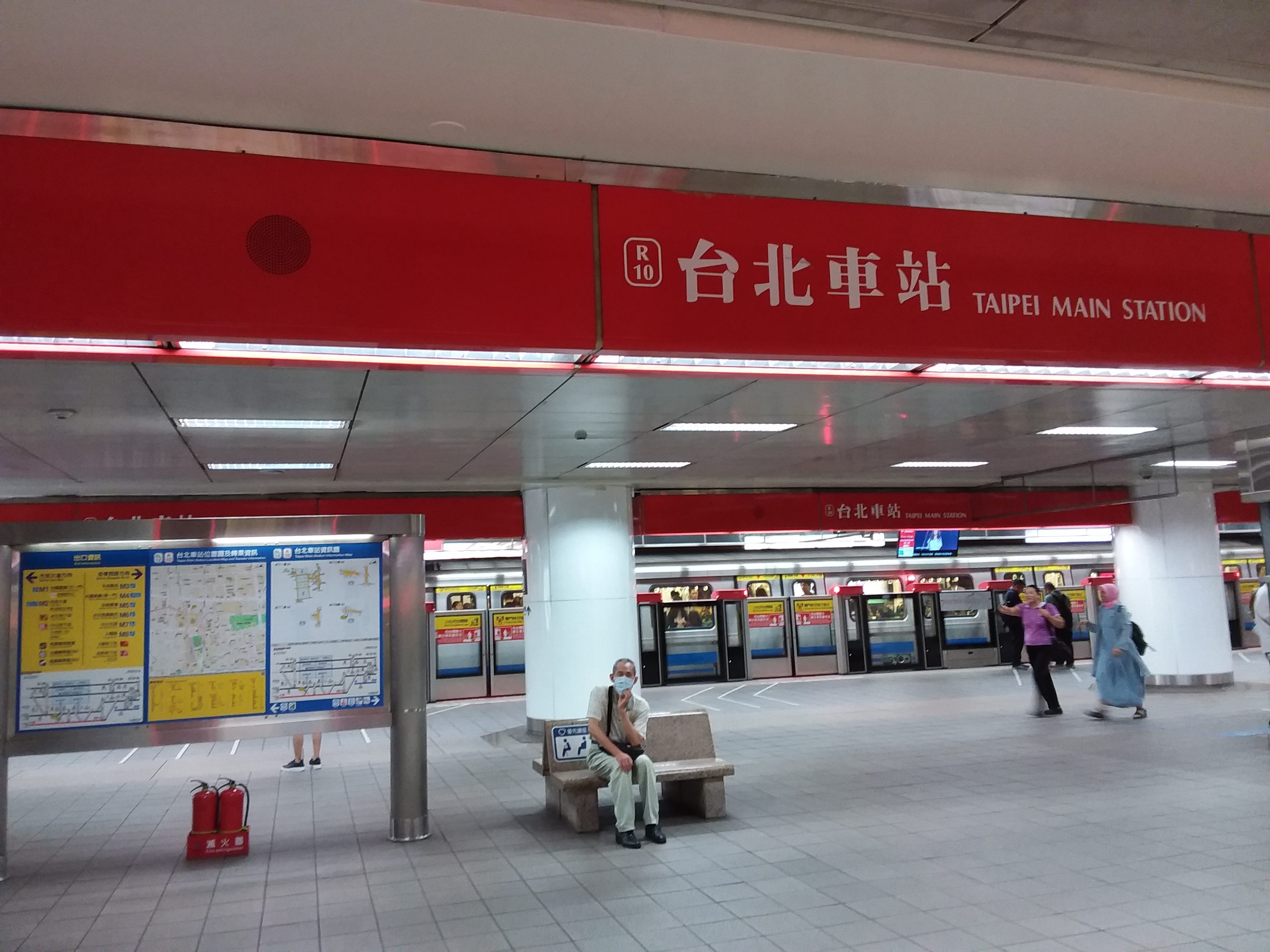
سکوهای خط تامسوی-شینیی مترو تایپه، آگوست ۲۰۱۹
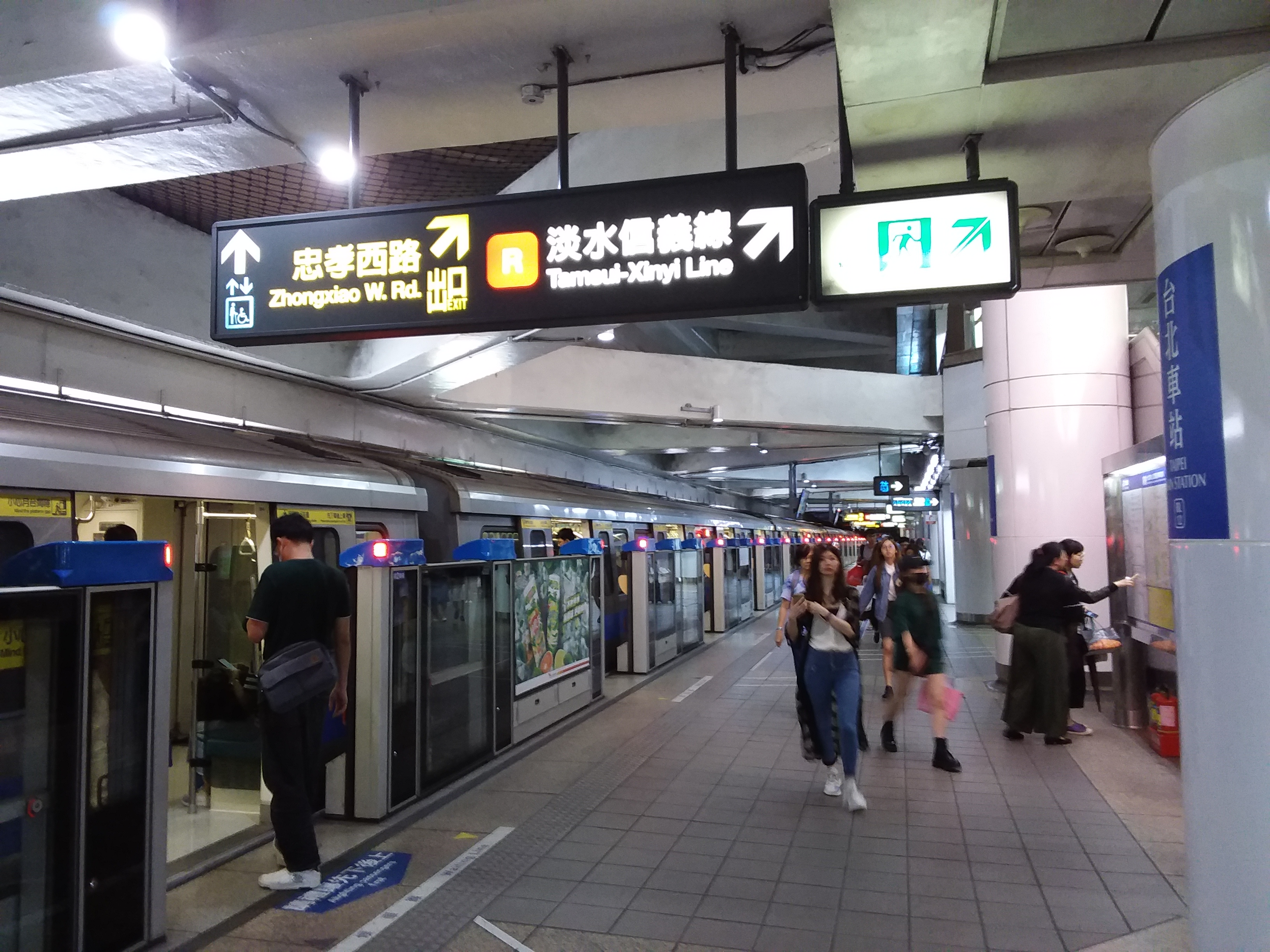
سکوهای خط بانان مترو تایپه، اوت ۲۰۱۹